# Сіяльтугай
Сіяльтуга́й (рос. Сияльтугай) — присілок у складі Сарактаського району Оренбурзької області, Росія.

## Населення
Населення — 103 особи (2010; 79 у 2002).
Національний склад (станом на 2002 рік):
- татари — 61 %
- казахи — 28 %